# ویلیام شاتنر
ویلیام آلن شاتنر (به انگلیسی: William Shatner) زادهٔ ۲۲ مارس ۱۹۳۱ مونترال، کبک بازیگر، نویسنده و نوازنده کانادایی است.
وی بیش از هر چیز بخاطر ایفای نقش کاپیتان جیمز کرک در مجموعهٔ تلویزیونی پیشتازان فضا مشهور است. او ابتدا از ۱۹۶۶ تا ۱۹۶۹ و در مجموعهٔ تلویزیونی این نقش را ایفا کرد و سپس در هفت فیلم سینمایی. شاتنر تا به‌حال سه کتاب دربارهٔ تجربیاتش در ایفای نقش جیمز کرک نوشته‌است. او اکنون بازیگر بوستون لیگال است.
شاتنر به عنوان نویسنده، تهیه‌کننده، کارگردان و نوازنده نیز فعالیت کرده‌است.
وی حتی با رسیدن به سن هفتاد سالگی نیز موفق است و در ۲۰۰۴ و ۲۰۰۵ برای دو سال پیاپی برندهٔ جایزهٔ امی شد.
از دیگر فیلم‌هایی که او در آن بازی کرده می‌توان به اسلحه پر ۱، باران شیطان، سلول قهرمان، دختر شایسته اخلاق ۲، داج بال: داستان یک بازنده واقعی، پیشتازان فضا: نسل‌ها و دل‌آتش اشاره کرد.